# 池澤聡
池澤聡（いけざわ さとし）は、日本の作詞家、作曲家、編曲家。有限会社スーパーラブ所属。

## 提供作品
AKB48グループ
- AKB48
  - Vamos（編曲）
  - クリスマスリング（作曲）

- SKE48
  - パパは嫌い（編曲）
  - はにかみロリーポップ（作曲）
  - S子と嘘発見器（作曲）
  - 自転車のベルで伝えたい（作曲・編曲）
  - 夏よ、急げ!（作曲・編曲）

- NMB48
  - 嘘つきマシーン（作曲・編曲）
  - 床の間正座娘（作曲）

- HKT48
  - 必然的恋人（作曲・編曲）

- JKT48
  - Hanikami Lollypop - Malu-malu Lollypop -（作曲）

カレイドイヴ
- Precious Ray（作曲）

XOX
- Ice Cream（作詞・作曲・編曲）

倉木麻衣
- TOMORROW（作曲・編曲）

寿美菜子
- Brand new world（作曲・編曲）

坂道シリーズ
- 欅坂46
  - 太陽は見上げる人を選ばない（作曲・編曲）
  - 自分の棺（作曲・編曲）

- けやき坂46
  - ハッピーオーラ（作曲・編曲）

- 日向坂46
  - どこまでが道なんだ?（作曲・編曲）

篠崎愛
- Cupid（作詞・作曲・編曲）

青春高校3年C組
- 約束のsunrise（作曲・編曲）
- 負け犬のブルース（作曲・編曲）

チームしゃちほこ
- でらディスコ（作曲）

22/7
- 何もしてあげられない（作曲）

福原香織とRAB
- 声のサプリメント（作曲）

BLACK M!LK
- Don’t look back（作詞・作曲・編曲）

M!LK
- 君の知らない世界へ（作詞、作曲）

me can juke
- Jiri Jiri（作詞・作曲・編曲）

渡辺麻友
- 大人ジェリービーンズ（作曲）
- 強情な純情（作曲）

ラストアイドル
- 想像上のフルーツ（作曲）

1 FINGER
- Surely（共作曲・編曲）

## BGM制作
- ニンテンドー3DS 『Girls Mode 4 スター☆スタイリスト』